# Guerra dei tredici anni
La guerra dei tredici anni (in tedesco Dreizehnjähriger Krieg; in polacco Wojna trzynastoletnia), anche detta la guerra delle città, fu combattuta dal 1454 al 1466.
Iniziò con una sollevazione delle città della Prussia e della nobiltà locale con lo scopo di ottenere l'indipendenza dai cavalieri teutonici. La Confederazione prussiana chiese aiuto al re della Polonia e si offrì di incorporare la Prussia nel Regno di Polonia. Quando il re acconsentì, scoppiò la guerra tra la Polonia e i cavalieri teutonici. I combattimenti ebbero fine con la pace di Toruń del 1466, che assegnò la vittoria alla Confederazione prussiana e alla Polonia.
Questo fu presto seguito dalla guerra dei preti (1467-1479), una disputa prolungata sull'indipendenza del Principato-Vescovato prussiano di Varmia (in tedesco Ermland), in cui i Cavalieri teutonici cercarono di ottenere la revisione della Pace di Toruń.

## Antefatti

### Le cause della guerra
Una disputa tra la Polonia e l'Ordine Teutonico per il controllo della Pomerania di Danzica era iniziata già ai tempi dall'acquisizione da parte dei Cavalieri teutonici di Danzica nel 1308, quando il territorio era stato annesso ai territori dell'Ordine. Questo evento aveva provocato una serie di guerre tra Polonia e Ordine nel corso del XIV e XV secolo. Nel XV secolo, le città della Prussia ebbero una rapida crescita economica; tuttavia questo non fu seguita da un aumento della loro influenza politica. Il governo dei Cavalieri teutonici era visto sempre più come anacronistico: le tasse (dazi) e il sistema delle licenze per i cereali (ogni commerciante doveva pagare commissioni elevate per il privilegio di commerciare il grano) ostacolavano lo sviluppo economico della regione. Allo stesso tempo la nobiltà voleva avere più voce in capitolo nella gestione del paese e guardava con invidia alla vicina Polonia, dove la nobiltà polacca godeva di privilegi più ampi. I Cavalieri furono anche accusati di violare i pochi privilegi esistenti della nobiltà e delle città. Gli artigiani erano scontenti a causa della concorrenza delle cosiddette partacze, ovvero artigiani insediati dai Cavalieri vicino ai loro castelli. Casciubi, polacchi, tedeschi e prussiani si stavano lentamente fondendo in un'unica nazione, e con la scomparsa delle differenze nazionali, gli obiettivi comuni di tutti i gruppi etnici e sociali della Prussia divennero più importanti e le tenute prussiane si spinsero sempre più verso la Polonia.
Nel 1397 i cavalieri prussiani avevano fondato un'organizzazione segreta chiamata Eidechsenbund ("Compagnia della lucertola") che si poneva in parte contro i Cavalieri teutonici ma quell'organizzazione aveva fallito perché non era supportata dalla popolazione urbana. Dopo la vittoria delle forze polacche e lituane a Grünfelde vicino a Tannenberg (la Battaglia di Grunwald) durante la guerra polacco-lituana-teutonica (1409-1411), i nobili prussiani si erano impegnati con entusiasmo alla fedeltà verso il re polacco Ladislao II Jagiełło (Jogaila). Ma tornarono rapidamente sotto il governo dell'Ordine dopo che i polacchi non furono in grado di conquistare Marienburg (Malbork). Una clausola del trattato di pace affermava che era garantito dagli stati prussiani, che avrebbero ottenuto il diritto di sfidare l'Ordine Teutonico se avesse infranto il trattato. Nelle guerre successive i nobili prussiani si opposero a qualsiasi conflitto e spronarono i Gran Maestri dei Cavalieri teutonici a trattare la pace.
Il 21 febbraio 1440, un gruppo composto da rappresentanti delle città prussiane, della nobiltà e del clero, formò la Confederazione Prussiana. I principali contributori provenivano dalla nobiltà della Terra di Chełmno, Toruń, Chełmno e dalle città anseatiche di Elbing (Elbląg) e Danzica. Il Gran Maestro Paul von Rusdorf aveva approvato l'esistenza della confederazione, ma il suo successore, Konrad von Erlichshausen, si oppose; la sua politica senza compromessi fu seguita e intensificata da Ludwig von Erlichshausen che assunse l'incarico di Gran Maestro nel 1449 o 1450.

### I negoziati del 1452-1454
Nel 1452 la Confederazione Prussiana chiese all'imperatore Federico III di mediare nel loro conflitto con l'Ordine Teutonico. In disaccordo con la confederazione, Federico la bandì e le ordinò di sottomettersi all'Ordine Teutonico il 5 dicembre 1453.
Di fronte a quella situazione i prussiani inviarono loro rappresentanti in Polonia, sebbene la Confederazione Prussiana, sotto l'influenza di Toruń e della nobiltà di Pomerania e della Terra di Chełmno, avesse già cercato in passato contatti con i polacchi. Ricevettero sostegno, soprattutto dalla Grande Polonia e dal partito della regina Sofia Alšėniškė, madre del re Casimiro IV Jagellone di Polonia. Il vescovo di Cracovia, Zbigniew Oleśnicki, si oppose invece a questo sostegno e cercò di prevenire la guerra.

Documento riguardante l'offerta della Confederazione Prussiana di incorporare la Prussia nel Regno di Polonia, 1454, Archivio Centrale dei Documenti Antichi di Varsavia

Nel gennaio 1454, anno in cui Casimiro IV si sposò con Elisabetta d'Asburgo, la fazione prussiana chiese a Casimiro IV la protezione del Regno di Polonia. Casimiro chiese allora alla Confederazione Prussiana una petizione più formale. Il 4 febbraio 1454, il Consiglio Segreto della Confederazione Prussiana inviò un atto formale di disobbedienza al Gran Maestro. Due giorni dopo la confederazione iniziò la sua ribellione e presto quasi tutta la Prussia, con l'eccezione di Marienburg, Stuhm (Sztum) e Konitz (Chojnice), fu libera dal dominio teutonico. La maggior parte dei castelli dell'Ordine presi furono immediatamente distrutti.
Il 10 febbraio 1454, la confederazione inviò una delegazione ufficiale in Polonia, guidata da Johannes von Baysen (Jan Bażyński). Entro il 20 febbraio, i delegati erano a Cracovia e chiesero a Casimiro di incorporare la Prussia nel regno polacco. Dopo aver negoziato le esatte condizioni, il re accettò e i delegati della Confederazione Prussiana giurarono fedeltà a Casimiro il 6 marzo 1454.
Lo stesso giorno il re accettò tutte le condizioni dei delegati prussiani - ad esempio Toruń chiese la distruzione della città polacca di Nieszawa - concedendo ampi privilegi alle città prussiane e alla nobiltà. Tre giorni dopo, Johannes von Baysen fu nominato primo governatore della Prussia. Dopo il 15 aprile, la maggior parte dei possedimenti prussiani, con l'eccezione del principato-vescovato di Varmia, si impegnarono alla fedeltà al loro nuovo sovrano.
La Polonia inviò al Gran Maestro una dichiarazione di guerra, prima del 22 febbraio. Entrambe le parti si aspettavano che la guerra finisse rapidamente.

### Situazione interna
Nel 1454 la Polonia era in conflitto con il Granducato di Lituania, il che significava che sebbene Casimiro IV fosse Granduca di Lituania e re di Polonia, la Lituania non inviò aiuti durante la guerra e, a parte alcune incursioni inefficaci, non partecipò al conflitto. C'era anche la minaccia di un attacco da parte del Granducato di Mosca.
Altrove, la situazione internazionale era abbastanza favorevole per la Polonia, poiché era probabile che nessuno Stato esterno intervenisse. Il confine meridionale della Polonia era più o meno sicuro a causa della debolezza delle terre boeme, derivante dalle guerre hussite. Sebbene la Lega Anseatica simpatizzasse con le città prussiane, appoggiò i Cavalieri teutonici perché l'ordine concedeva loro vari privilegi. L'Ordine Livoniano aveva problemi con la Danimarca e non era in grado di aiutare i Cavalieri teutonici in Prussia. A causa del conflitto tra Svezia e Danimarca, entrambe le parti rimasero più o meno neutrali nel conflitto imminente.
La Francia e l'Inghilterra erano troppo indebolite dopo la guerra dei cent'anni, e in più l'Inghilterra era coinvolta nella guerra civile, la guerra delle due rose. Il duca di Borgogna, delle Fiandre e dei Paesi Bassi, Filippo il Buono, era più interessato a creare un regno di Borgogna indipendente. La preoccupazione principale di papa Nicola V era occuparsi dei turchi ottomani.

## Forze belligeranti

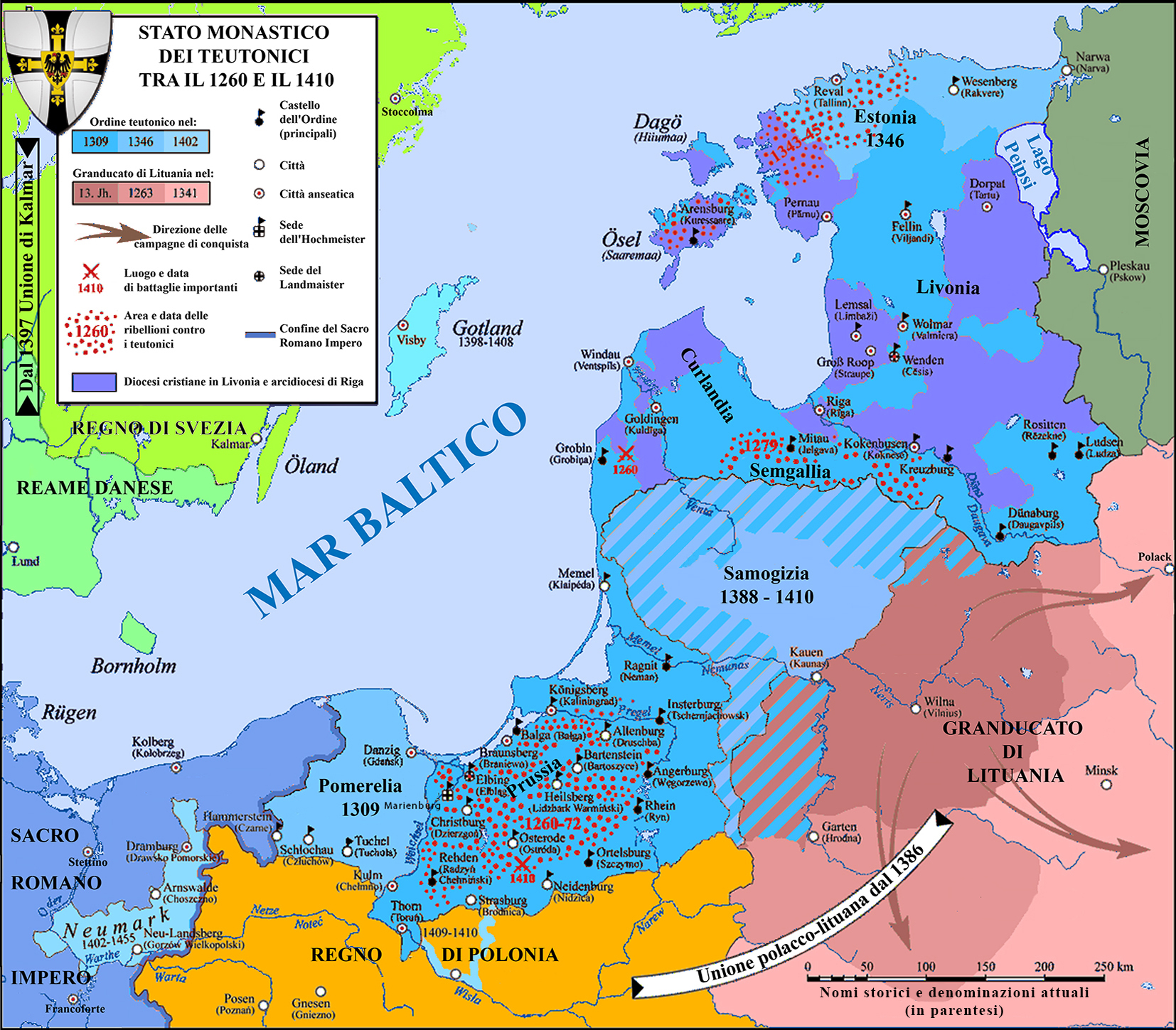
Lo stato teutonico nel 1410

La parte principale dell'esercito polacco di quel periodo fu arruolata. Tutti i nobili, quando chiamati dal re, dovevano comparire accompagnati dai sindaci e dagli amministratori del villaggio. Le città davano loro carri con cavalli, cibo e servizio (inclusa la scorta). Le unità erano divise in choragwie (standard) di due tipi: "famiglia", che era composta da clan molto grandi, e "terra" che proveniva da nobili di un determinato territorio. Anche i contadini partecipavano come fanti. Il comando supremo apparteneva al re. L'esercito totale potrebbe aver ammontato a 30 000 cavalieri.
Dall'inizio del XV secolo, la corona polacca iniziò ad assumere mercenari, che di solito combattevano sotto la bandiera di San Giorgio (in particolare mercenari boemi). La bandiera era una croce rossa su fondo bianco o una croce bianca su rosso; quest'ultima veniva usata solo quando due unità boeme si incontravano su lati opposti di un campo di battaglia e dovevano essere differenziate. Il concetto di tabor, appreso dai boemi, era una tattica importante.
I polacchi avevano artiglieria, inizialmente cannoni primitivi come le bombe. Le pistole venivano usate ma erano inefficaci. Più importanti erano le balestre, che, se usate correttamente, potevano causare grosse perdite.
L'esercito delle tenute prussiane era composto da coscritti e piccole unità fornite dalle città (circa 750 persone per unità). In totale potrebbero aver fornito circa 16 000 soldati, più qualche migliaio di soldati di fanteria contadina armata. Avevano anche più artiglieria dell'esercito polacco.
Le città prussiane furono anche in grado di organizzare una piccola marina, in parte creata da navi mercantili armate, in parte da corsari assunti da altre città.
L'Ordine Teutonico nel 1454 aveva perso la maggior parte dei suoi arsenali, ma in seguito fu in grado di raccogliere eserciti da cavalieri fedeli (prussiani liberi) e contadini. Tuttavia, la maggior parte delle sue forze erano mercenari, principalmente provenienti dalla Germania e dalla Boemia.

## I fatti

### Prima fase
Le prime operazioni di terra dal febbraio all'agosto del 1454 furono eseguite da coscritti di stato prussiani, supportati da mercenari cechi della Moravia e soldati della Piccola Polonia. Questa forza, comandata da Scibor von Baysen (in polacco: Scibor Bażyński), fratello di Johannes von Baysen, cercò di assediare il Gran Maestro Ludwig von Erlichshausen nella città e nel castello di Marienburg, ma senza molto successo a causa del comando professionale di Heinrich Reuß von Plauen il Vecchio, Komtur di Elbing.

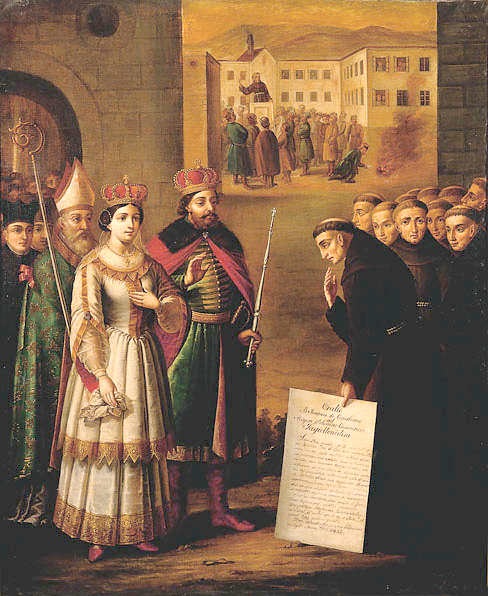
Giovanni da Capestrano e re Casimiro IV

Nel frattempo ci fu un appoggio organizzato per l'Ordine Teutonico dai principati tedeschi, principalmente in Sassonia. I rinforzi entrarono in Prussia nella seconda metà di marzo 1454, dalla direzione del Neumark. Riuscirono a prendere l'importantissima città strategica di Konitz, che si trovava sull'importante strada dalla Polonia alla foce della Vistola. Johannes von Baysen vi trasferì forze di leva e mercenarie, seguite presto da Mikołaj Szarlejski del clan di Ostoja, rappresentante del regno polacco e insignito del titolo di "Comandante supremo delle forze in Prussia".
Nel 1454 e 1455, i Cavalieri teutonici prima impegnarono, poi vendettero il Neumark al margraviato di Brandeburgo nei trattati di Cölln e Mewe.
Alla fine di aprile 1454, l'esercito prussiano iniziò l'assedio di Konitz; la difesa della città era comandata da Heinrich Reuß von Plauen di Greitz. Tuttavia, Szarlejski non aveva alcuna abilità di comando significativa, il suo esercito non aveva abbastanza artiglieria e le proprietà prussiane non erano in grado di pagare i loro mercenari, quindi Konitz non era seriamente in pericolo.
Dopo l'arrivo di Casimiro IV, quando ricevette il giuramento ufficiale di fedeltà dai suoi nuovi sudditi a Elbing e Thorn, egli indirizzò a Konitz una pospolite ruszenie (coscrizione di massa) di nobili polacchi della Cuiavia, che sostituì i mercenari non pagati. Le forze di cavalleria come i nobili, tuttavia, non erano adatte alla conquista dei castelli, quindi la situazione a Konitz non cambiò. Il re inviò anche le sue unità e una truppa di coscrizione di massa per assediare Marienburg, ma le forze polacche non furono in grado di prendere il castello nemmeno con i rinforzi prussiani, che erano stati trasferiti a Malbork dopo aver preso Stuhm l'8 agosto 1454. I Cavalieri teutonici si difesero abilmente e furono in grado di sconfiggere le forze di Danzica in un attacco improvviso il 13 settembre.
La situazione già difficile della corona polacca peggiorò ulteriormente quando nel settembre 1454 un grande esercito di mercenari al comando di Rodolfo, principe di Sagan (Żagań), e un nobile della Moravia, il talentuoso soldato Bernhard von Zinnenberg (polacco: Bernard Szumborski) arrivò in Prussia dal Sacro Romano Impero. L'esercito aveva 9 000 cavalieri e 6 000 fanti, più artiglieria e molti carri in formazioni tabor.

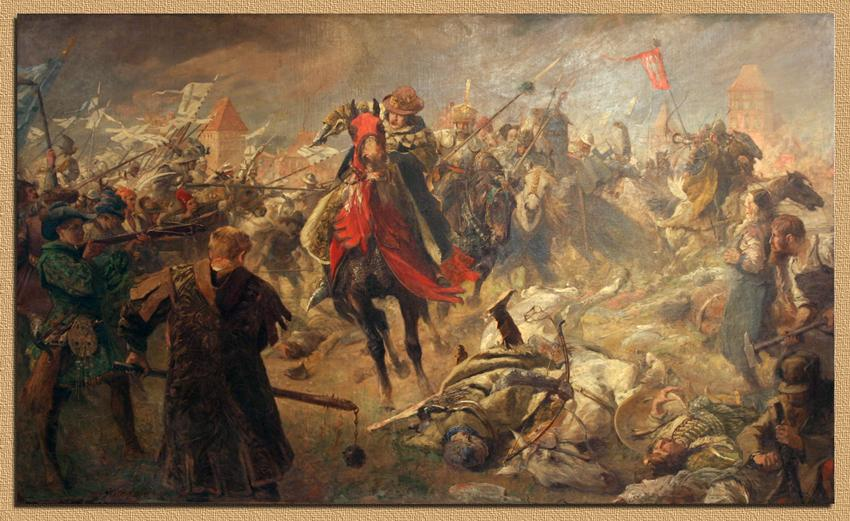
Battaglia di Konitz, 1454

L'esercito di Rudolf si spostò lentamente a Konitz per salvarlo dall'assedio polacco. Ciò costrinse Casimiro a indire una coscrizione di massa nella Grande Polonia, senza la tradizionale approvazione del sejmik provinciale. I nobili, irritati per l'interruzione del raccolto e la forma non convenzionale del richiamo, si radunarono vicino al villaggio di Duża Cerkwica (Cerekwica, Groß Zirkwitz) e chiesero al re diversi privilegi, che furono concessi appunto con il "privilegio di Cerekwica" il 14 settembre 1454.
Casimiro divise le sue forze in sette grandi unità e l'esercito marciò verso Konitz, dove fu raggiunto dai prussiani. Il 18 settembre 1454 i Cavalieri teutonici sconfissero l'esercito polacco nella conseguente battaglia di Konitz.
La sconfitta fu quasi un disastro. L'esercito polacco si ritirò rapidamente da Marienburg e Stuhm fu recuperato dall'Ordine Teutonico. Questi furono anche in grado di prendere altre grandi città, come Mewe (Gniew) e Dirschau (Tczew). Colpiti dalla vittoria dei cavalieri, anche alcune terre prussiane capitolarono. Questa fu una grande vittoria per i Cavalieri teutonici, anche se non avevano abbastanza soldi per pagare i mercenari vittoriosi. Il 9 ottobre, il Gran Maestro promise loro che se non avesse potuto pagarli entro il 19 febbraio 1455, avrebbero ricevuto tutte le città, i castelli e le terre della Prussia, con il diritto di venderli.
I mercenari successivamente conquistarono altre due città, Marienwerder (Kwidzyn) e Lessen (Łasin), vicino a Marienburg. Ma nessuna delle città più grandi e importanti della Prussia, come Königsberg, si arrese ed erano determinate a continuare la guerra. Di conseguenza, l'Ordine Teutonico dipendeva totalmente dall'aiuto del Sacro Romano Impero.
Per salvare la situazione, Casimiro iniziò ad assumere più soldati boemi e slesiani e a inviarli nelle città di Pomerania, Pomesania e Culmerland. Decise anche di chiedere un'altra coscrizione di massa da tutto il regno polacco. La leva di massa a Opoka, questa volta dominata dalla nobiltà della Piccola Polonia, richiedeva privilegi simili a quelli concessi a Cerekwica; il re li approvò rapidamente. Più tardi, dall'11 al 16 novembre 1454, sotto l'influenza dell'aristocrazia della Piccola Polonia, Casimiro cambiò alcune delle promesse fatte in precedenza sia a Opoka sia a Cerekwica attraverso i privilegi concessi per l'intero paese dati a Nieszawa (il privilegio di Nieszawa).
Questa volta l'esercito polacco contava quasi 3 000 cavalieri, più 3 000 mercenari. I mercenari avevano alcuni comandanti capaci, come Jan Kolda da Zampach e Jan Skalski dalla città boema settentrionale di Malá Skála (letteralmente, "piccola roccia") e un membro della famiglia di Valdsztejn, Waldstein o Wallenstein.
Questa volta il Gran Maestro evitò la battaglia perché troppo rischiosa. L'esercito iniziò l'assedio di Lessen, la cui difesa era comandata dal mercenario austriaco Fritz Raweneck. Tuttavia, l'esercito era impreparato a prendere i castelli e i grandi preparativi si conclusero con un altro fiasco.

### Periodo 1455 - 1460
I primi negoziati tra le due parti, condotti dal 9 gennaio al 10 gennaio 1455, non ebbero successo. La situazione era diventata difficile per Casimiro. Per pagare i suoi mercenari dovette indebitarsi con il clero. Decise di dare in feudo due città a Eric II di Pomerania da Stolp (Słupsk), sperando che avrebbe assicurato la Pomerania settentrionale. Per calmare gli oppositori interni, Casimiro si recò in seguito in Lituania, dove fu costretto a rimanere fino all'estate del 1455.

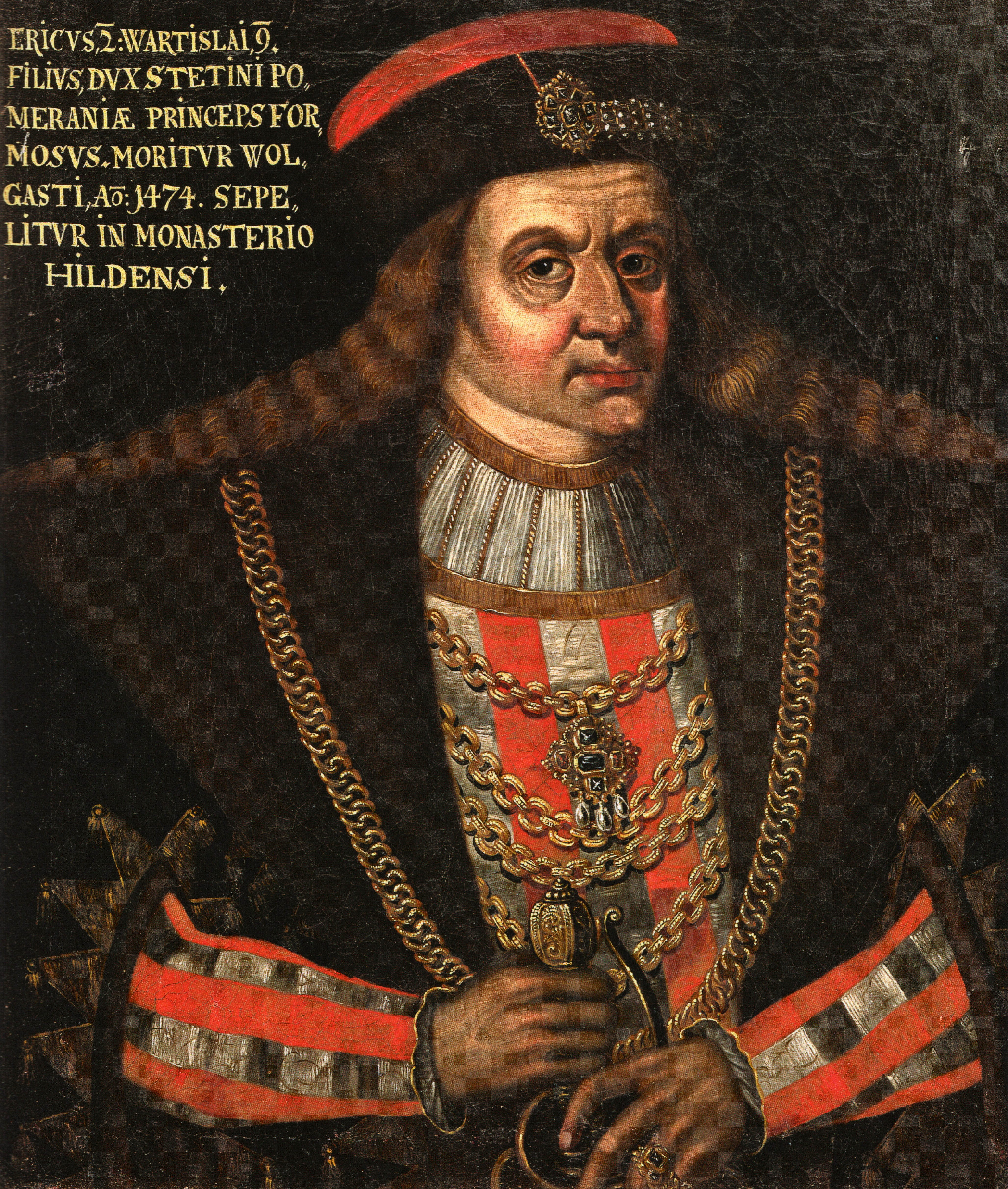
Eric II, Duca di Pomerania

In quella situazione i Cavalieri teutonici furono in grado di recuperare la parte orientale della Prussia, compresi i borghi presso Königsberg di Altstadt e Löbenicht il 17 aprile 1455. Furono aiutati dalle ribellioni nel città, causate da nuove grandi tasse di guerra. L'ultima città della Prussia orientale fedele al re polacco, Kneiphof, fu presa il 14 giugno 1455 dopo un lungo assedio da parte dei Cavalieri teutonici comandati da Heinrich Reuss von Plauen il Vecchio. I polacchi subirono molte sconfitte e in seguito persero anche la Varmia (Ermeland).
Tuttavia, il Gran Maestro non fu in grado di pagare i suoi mercenari e questi si presero Marienburg, Dirschau e Eylau (Iława) nel maggio 1455. I mercenari sotto il boemo Ulrich Czerwonka (o Oldrzych) iniziarono immediatamente i negoziati con la Polonia per discutere della vendita dei castelli.
Anche la situazione internazionale era peggiorata notevolmente. Il 25 marzo, l'imperatore Federico III bandì la Confederazione Prussiana, vietando il commercio con i suoi membri. Il 24 settembre 1455, papa Callisto III avvertì che avrebbe scomunicato la Confederazione Prussiana e tutti i suoi alleati a meno che non avessero fatto pace con l'Ordine. Nel giugno 1455 i Cavalieri teutonici ottennero un nuovo alleato, il re Cristiano I di Danimarca, che dichiarò guerra alla Polonia e alla Confederazione Prussiana. Tuttavia ciò non aveva grande rilievo per la guerra, poiché la Danimarca era ancora impegnata a combattere con la Svezia.

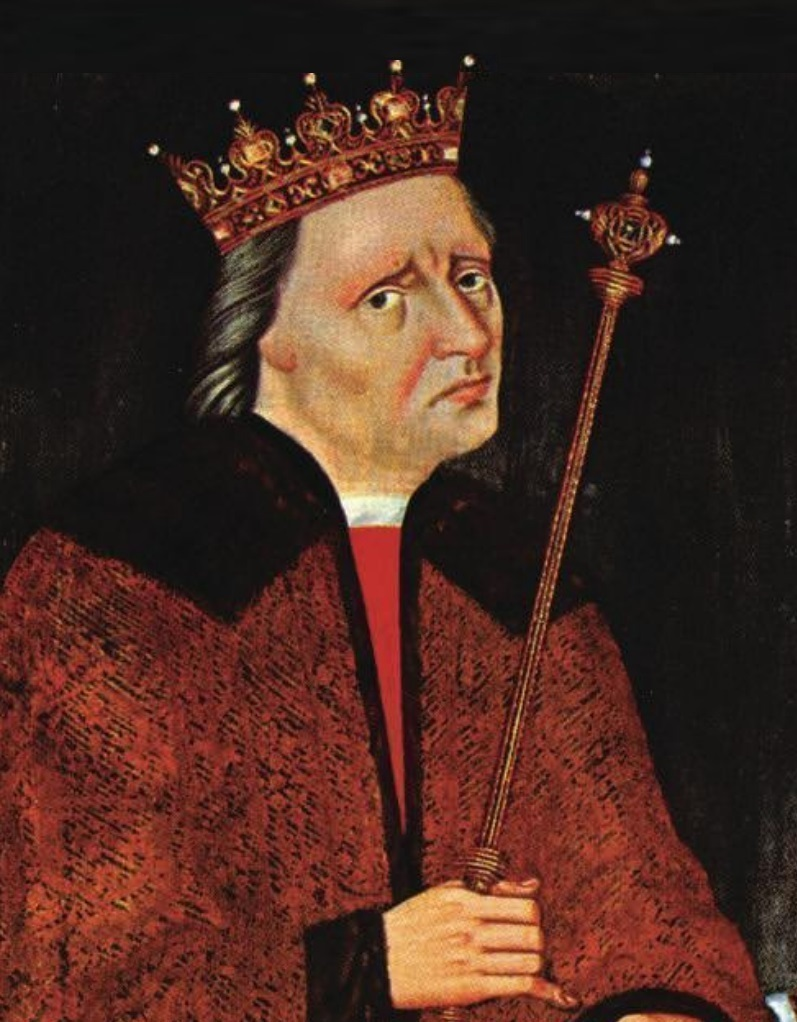
Cristiano I di Danimarca, Re di Danimarca, Svezia e Norvegia

Sconvolto dalla perdita di Kneiphof, Casimiro, indebitato e incapace di assumere nuovi mercenari, decise un'altra coscrizione di massa. L'esercito polacco si spostò lentamente a Thorn, ma le azioni militari furono interrotte brevemente quando il re alla fine acconsentì alla mediazione con Federico II, margravio di Brandeburgo; tutte le precedenti proposte di mediazione da parte di diverse parti erano state respinte. L'elettore, tuttavia, non riuscì a negoziare la pace, perché i Cavalieri teutonici, dopo i recenti successi, non erano disposti a scendere a compromessi. I polacchi suggerirono che l'Ordine Teutonico avrebbe dovuto lasciare la Prussia e andare altrove a combattere con i pagani; un luogo suggerito in precedenza dagli inviati polacchi al Sacro Romano Impero era Podolia, vicino ai Tartari. I negoziati si conclusero senza successo il 26 settembre e la guerra proseguì.
Il nuovo esercito polacco era più numeroso di prima, e includeva soldati della Rutenia Rossa, piccole forze ausiliarie di tartari lituani e alcuni mercenari della Slesia. Assediò Lessen, ma Raweneck fu in grado di difendere la città. Inoltre, quando Casimiro IV ordinò un'ulteriore marcia verso Graudenz (Grudziądz), la nobiltà si rifiutò e decise invece di pagare una nuova tassa, che avrebbe permesso al re di assumere più mercenari.
In seguito la situazione non cambiò molto. I Cavalieri teutonici furono in grado di recuperare un'altra città, Memel (Klaipėda) ma le loro offensive in altre direzioni furono fermate dai cittadini di Thorn e di Culmerland e dalla guida di Andrzej Tęczynski. Nell'autunno del 1455 i contadini della Masuria orientale, stanchi della guerra, si ribellarono contro i Cavalieri teutonici ma furono sconfitti a Rhein (Ryn) il 1º gennaio 1456. Le azioni militari terrestri furono limitate a raid e schermaglie locali.
Per quanto riguarda le operazioni in mare, Casimiro esortò Danzica a costruire una flotta in grado di interrompere i collegamenti marittimi tra l'Ordine Teutonico e i suoi alleati. Nel maggio 1456 i corsari assoldati da Danzica catturarono navi olandesi, causando un conflitto con Amsterdam e il Duca di Borgogna, Filippo il Buono. In due settimane nell'agosto 1457, tre navi di Danzica sconfissero una flotta combinata danese-livoniana di 16 navi vicino a Bornholm.
In precedenza, nel 1454, Jan Janski de Turze (in polacco: Jan z Jani) del Clan di Ostoja era diventato il primo Voivoda polacco di Danzica e Pomerania. Il clan combatteva contro i cavalieri teutonici sin dai tempi di Stibor di Stiboricz, il duca di Transilvania e uno dei più leali signori del re Sigismondo di Lussemburgo. La strategia del Clan di Ostoja era all'inizio del XV secolo non solo l'uso delle forze militari, ma anche quella della diplomazia per indebolire economicamente la parte teutonica, in modo che non potessero pagare i mercenari da cui dipendevano. Quando Jan Janski de Turze divenne voivoda della Pomerania, Szarlejski di Ostoja era Voivoda della Cuiavia e usò l'aiuto dell'altro membro del suo clan per raccogliere fondi per assumere mercenari che combattessero con la fazione polacca. Stibor di Poniec di Ostoja, della Grande Polonia, si unì alla causa nel 1457. Insieme agli altri membri del clan Jan Janski e Szarlejski, Stibor di Poniec raccolse nuovi fondi per assumere più mercenari a combattere per i polacchi. Tuttavia, Stibor decise di utilizzare quei fondi per pagare i mercenari che difendevano la principale roccaforte dei Cavalieri teutonici, Malbork (Marieburg), e in cambio chiese loro di lasciare la fortezza. In questo modo, la parte polacca riuscì a prendere Malbork senza uso della forza, nel 1457. Diversi anni dopo, nel 1466 fu Stibor de Poniec a concludere la seconda pace di Toruń, che pose fine alla guerra e indebolì il potere di i Cavalieri teutonici.
Dopo lunghe trattative, i mercenari teutonici accettarono di vendere tre castelli in Prussia, incluso Marienburg, alla Polonia. Nuove pesanti tasse provocarono ribellioni a Danzica e Thorn che furono soppresse sanguinosamente dalle città con l'aiuto dell'esercito del re. Le proprietà polacche e prussiane furono in grado di raccogliere 190 000 pezzi d'oro ungheresi, la maggior parte dei quali erano stati presi in prestito da Danzica. Il 6 giugno 1457 i castelli di Marienburg, Dirschau ed Eylau furono trasferiti all'esercito polacco. Due giorni dopo Casimiro entrò nel castello di Marienburg e i suoi cittadini gli resero omaggio. Ulrich Czerwonka divenne il primo soprintendente polacco del castello e ricevette anche altre tre contee. Il re concesse nuovamente ampi privilegi alle città prussiane. Ci si aspettava che ora, con la caduta della capitale dell'Ordine Teutonico, la guerra finisse rapidamente. L'ottimismo svanì, tuttavia, quando l'esercito polacco comandato da Prandota Lubieszowski non fu in grado di prendere Mewe, nuovamente difesa da Raweneck. Casimiro dovette tornare in Polonia per cercare denaro per pagare i suoi debiti e i mercenari. L'umore peggiorò quando il gran maestro organizzò una nuova offensiva. I cavalieri teutonici ricevettero un aiuto significativo dai cittadini di Königsberg, dai cavalieri prussiani liberi e da altri. Sebbene non furono in grado di prendere Wehlau (Znamensk) e Schippenbeil (Sępopol), i due castelli controllati dai polacchi che erano l'obiettivo iniziale dell'offensiva, sconfissero di nuovo l'esercito polacco nel settembre 1457.
Con l'assistenza dei cittadini della città, le forze teutoniche al comando di Bernard von Zinnenberg, che aveva terminato il servizio con i polacchi, colsero Marienburg di sorpresa il 28 settembre 1457; solo il castello comandato da Czerwonka rimase sotto il controllo polacco. Lubieszowski fu in grado di fermare l'ulteriore avanzata dell'esercito teutonico. Tuttavia questo riconquistò Eylau, che ancora una volta giurò fedeltà all'Ordine Teutonico, Culm, e Preußisch Stargard (Starogard Gdański). La situazione dei polacchi fu "salvata" da un nuovo esercito inviato dalla Grande Polonia.

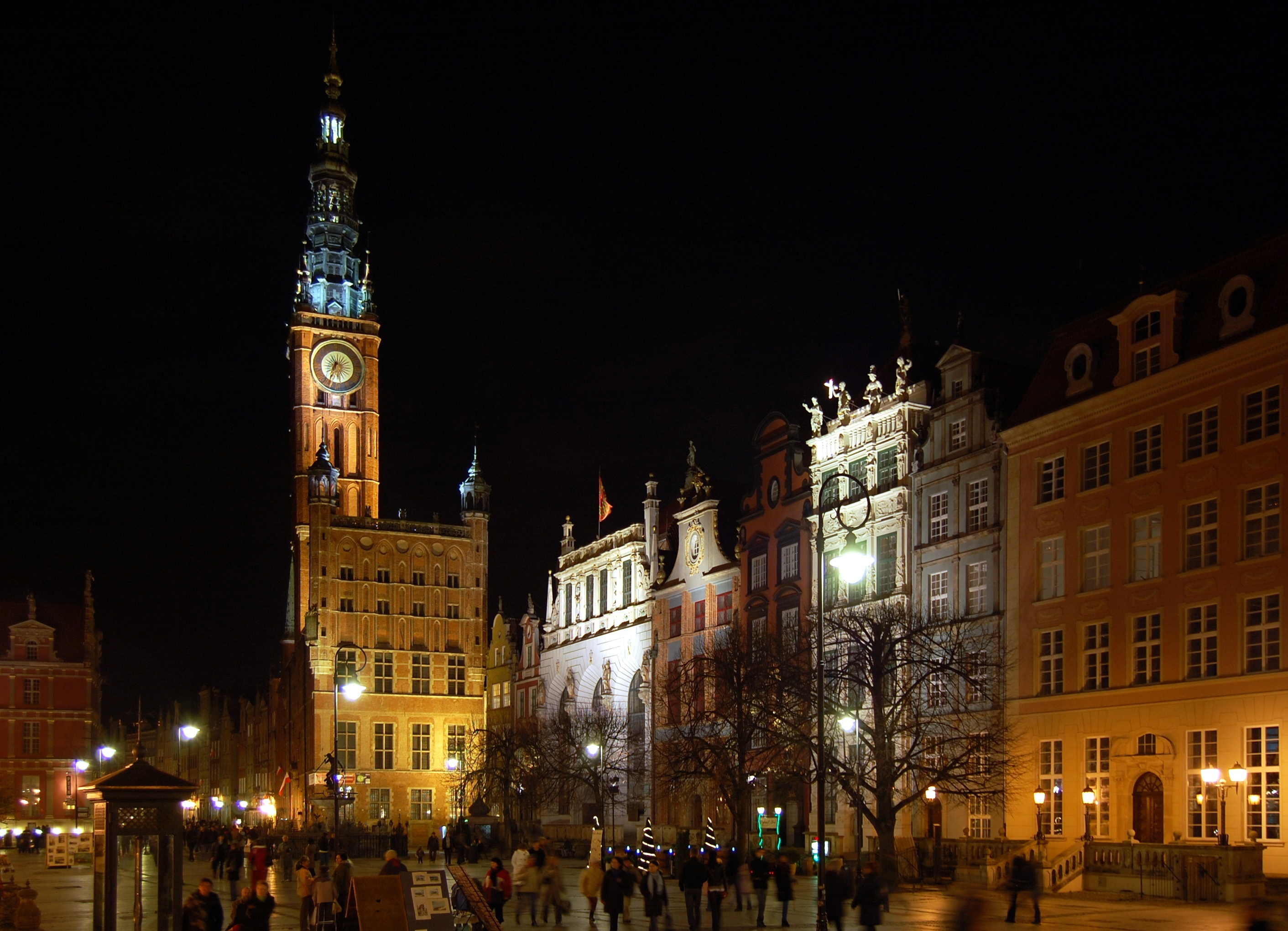
Danzica

La situazione internazionale era nel frattempo diventata più complicata. Il nuovo principe-vescovo di Varmia era il cardinale Enea Silvio Piccolomini, noto per le sue simpatie filo-teutoniche. Nel 1458 il Piccolomini fu eletto papa Pio II. Un'altra complicazione fu la morte di Ladislao il Postumo e l'elezione di Giorgio di Poděbrady come nuovo re (ussita) di Boemia e di Mattia Corvino come re d'Ungheria.
Nella primavera del 1458 Casimiro IV chiese di nuovo una leva di massa, che includesse i Masoviani. Ignorando la mediazione di Jan Jiskra, un mercenario ceco che sperava nella fine della guerra con la Prussia e l'inizio di un nuovo conflitto con l'Ungheria, l'esercito polacco marciava lentamente in Prussia, attraversando la Vistola tramite un ponte di barche vicino a Thorn nel mese di giugno. Anche in questo caso l'esercito era sostenuto dalle forze ausiliarie tartare dalla Lituania e dall'esercito del re. L'esercito era comandato da Piotr di Szamotuly, il castellano di Poznań. L'esercito polacco marciò direttamente a Marienburg, raggiungendo la città il 10 agosto. Questa volta era ben equipaggiato con l'artiglieria inviata da Danzica ed Elbing. L'assedio, tuttavia, fu un altro fiasco, dovuto in parte ai lunghi negoziati e in parte alla mancanza di aggressività di Piotr sul campo di battaglia. La sua leadership inetta permise a Fritz Raweneck di prendere un altro castello. I nobili chiesero l'assalto al castello e, quando ciò non accadde, iniziarono a disertare e tornare in Polonia.
Nella Prussia ci fu una ribellione contadina contro il dominio polacco. I contadini catturarono alcuni castelli e li diedero ai Cavalieri teutonici, dichiarando di essere pronti a combattere a fianco dell'Ordine Teutonico contro la Polonia.
Nel frattempo il re, usando Jan Jiskra come mediatore, negoziava con i Cavalieri teutonici. I polacchi proposero di nuovo che l'Ordine Teutonico lasciasse la Prussia per la Podolia. I crociati accettarono una missione in Podolia ma si rifiutarono di lasciare la Prussia. Danzica propose un compromesso che avrebbe lasciato parte della Prussia per l'Ordine Teutonico. A un certo punto ci fu una tregua ufficiale della durata di nove mesi - c'era persino un trattato firmato, e Jan Jiskra come mediatore doveva mantenere Marienburg - e la pace sembrava certa, ma i possidenti prussiani decisero di persuadere il re a interrompere i negoziati.
Un segno positivo fu la pace con la Danimarca. Il re Cristiano I di Danimarca finalmente conquistò la Svezia, ma il re svedese Carlo VIII fuggì in Polonia e iniziò a sostenere finanziariamente la causa polacca. Danzica e Carlo VIII iniziarono ad assumere più corsari, che danneggiarono gravemente il commercio baltico, e infine Cristiano I decise di firmare un cessate il fuoco nel luglio 1458, che fu esteso a quattro anni nel maggio 1459, e poi a venti anni.
Nel 1459 Johannes von Baysen morì e suo fratello, Scibor, divenne il nuovo governatore della Prussia. I Cavalieri teutonici razziarono le terre polacche e ottennero alcuni successi, in particolare la cattura da parte del Komtur Kaspar Nostitz di Konitz di una città polacca nel nord della Grande Polonia per alcuni mesi. Ci furono altri tentativi di mediazione, come quelli intrapresi da duchi di Baviera e Austria, nonché da vescovi della Livonia, ma furono tutti rifiutati dalla Polonia. Una mediazione più seria fu intrapresa da papa Pio II, che stava cercando di organizzare una coalizione contro i turchi ottomani. Egli sospese il bando riguardante la Confederazione prussiana e dichiarò esplicitamente che il divieto citato era anche contro la Polonia. Quella dichiarazione indignò Casimiro, che rifiutò l'arrivo del legato pontificio, Gerolamo Landi. Il 3 giugno 1460, il papa "riattivò" il bando contro la Prussia, la Polonia e il re polacco. Allo stesso tempo, il re boemo Giorgio di Poděbrady bandì e imprigionò Ulrich Czerwonka e i suoi compagni e accettò di assumere soldati teutonici nel territorio del suo regno.

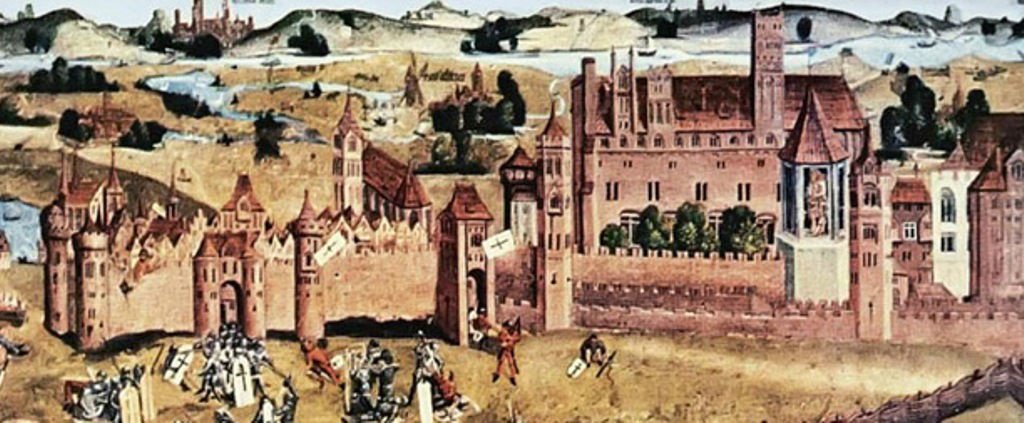
Il castello di Malbork durante la guerra dei tredici anni (1460)

Il 21 marzo 1460, l'esercito polacco, sostenuto da abitanti di Danzica e contadini, iniziò l'assedio della città di Marienburg; il castello di Malbork della città era già sotto il controllo polacco. Questa volta l'esercito aveva un comandante più capace, Lubieszowski, e abbastanza artiglieria. Lubieszowski morì durante l'assedio e fu sostituito da Jan Koscielecki con Johann Meydeburg di Danzica come suo consigliere. La città di Marienburg finalmente capitolò il 5 luglio. Il sindaco di Marienburg, il borgomastro Blume, fu impiccato come traditore, poiché aveva giurato fedeltà al re polacco ma in seguito aveva aperto le porte di Marienburg ai Cavalieri teutonici.
Questo successo polacco fu rapidamente contrastato dai Cavalieri teutonici, che riconquistarono altre città nella Prussia occidentale. Sconfissero l'esercito di Danzica vicino a Praust (Pruszcz Gdański) nel luglio 1460 e bruciarono i sobborghi di Danzica; la città anseatica chiese allora aiuto a Casimiro. L'Ordine Teutonico conquistò anche Lauenburg (Lębork) e Bütow (Bytów), che erano stati in possesso di Eric II di Pomerania, Leba (Łeba) e Putzig (Puck); quest'ultima era presidiato da mercenari assoldati dall'ex re svedese Carlo VIII. Bernard von Zinnenberg conquistò anche il castello di Schwetz (Świecie). Thorn vi inviò immediatamente dei soldati che, aiutati dall'esercito del re, iniziarono un assedio. Nel vescovado di Varmia iniziò l'amministrazione di Paul von Legensdorf. Fu nominato dal papa e promise la neutralità tra i Cavalieri teutonici e il re polacco. La neutralità di Legendorf lo rese popolare tra i cittadini e i contadini, stanchi della guerra.
La situazione della Polonia era diventata disperata: a uno a uno, i castelli e le città della Prussia furono recuperati dall'esercito teutonico. Oltretutto vi era un conflitto tra il papa e il re sulla nomina del nuovo vescovo di Cracovia, poiché sia il re sia il papa erano convinti che l'altro non avesse il diritto di scegliere il nuovo vescovo.
Il re polacco chiese di nuovo una coscrizione di massa, ma la maggior parte della nobiltà si rifiutò di partecipare dopo che Tęczynski fu ucciso a Cracovia dai cittadini in una disputa sul pagamento della sua armatura. I comandanti, tra cui Piotr di Szamotuly, erano disorganizzati e, dopo le incursioni nel ducato di Pomerania di Eric II, l'esercito tornò a casa dopo poche settimane. Il fallimento dell'ultima leva di massa e la ripresa teutonica della Varmia, conquistando gli ultimi luoghi della resistenza polacca, convinsero Casimiro che la guerra dovesse essere lasciata ai professionisti. La nobiltà accettò di pagare nuove tasse per l'assunzione e il mantenimento di un esercito più regolare. Il nuovo comandante era Piotr Dunin, un condottiero di Prawkowice.

### Seconda fase
Nel 1461 la Polonia ottenne una grande vittoria con la conquista del castello di Schwetz. Anche i corsari polacchi assunti da Danzica ebbero successo, anche se combattevano non solo navi e corsari teutonici, ma anche navi provenienti da Lubecca. Il primo gruppo di regolari dell'esercito polacco - inizialmente circa 2 000 soldati - arrivò in Prussia intorno all'ottobre 1461, sotto il comando di Dunin. Quasi immediatamente Dunin ottenne due successi, conquistando i castelli di Lessen e Stuhm. I cavalieri teutonici allo stesso tempo catturarono alcune città e castelli, come la città di Strasburg (Brodnica), anche se il castello rimase in mani polacche e Stargard. Il Sejm di Nowe Miasto Korczyn nella Piccola Polonia decise per nuove tasse per infoltire l'esercito regolare polacco. Fu solo nell'estate del 1462 che Dunin finalmente, dopo aver perso il castello di Strasburg, poté iniziare un'azione più seria. Il suo primo successo fu la conquista del castello di Frauenburg (Frombork).
Casimiro non fu in grado di trarre profitto dai successi polacchi a causa dei problemi in Lituania. I lituani rifiutavano la proposta di trasferire l'Ordine Teutonico in Podolia, anche se la Lituania avesse acquisito territori in Prussia. Ciò costrinse il re ad aprire nuove trattative con l'Ordine Teutonico, con la Lega Anseatica come mediatrice. Il 3 luglio 1462 iniziarono i negoziati a Thorn. I negoziatori polacchi includevano Jan Długosz e il rettore dell'Accademia di Cracovia, Jan di Dąbrówka. I rappresentanti prussiani includevano Gabriel von Baysen e Scibor von Baysen, oltre a inviati delle città più grandi. Polacchi e prussiani sostenevano che "la Pomerania da tempo immemorabile apparteneva alla Polonia, indicando i nomi slavi in Pomerania, la lingua slava degli abitanti",  la "tassa di San Pietro" pagata dalla Pomerania, e che la Pomerania apparteneva alla diocesi polacca di Włocławek. Sottolinearono anche con forza che i Prussiani di loro spontanea volontà avevano chiesto l'incorporazione della Prussia in Polonia. Cercarono anche di dimostrare che pure la Prussia orientale era, in passato, legata in qualche modo alla Polonia. I Cavalieri Teutonici misero in dubbio tutti gli argomenti e le passate sentenze papali. Sottolinearono invece con forza che la Polonia si era ufficialmente dimessa da tutte le rivendicazioni sulla Pomerania e Culmerland, e evidenziarono anche la dichiarazione dell'imperatore del 1453 quando aveva proibito ogni opposizione in Prussia. I mediatori anseatici proposero una tregua di 20 anni ma fu rifiutata. I polacchi proposero di nuovo di trasferire l'Ordine Teutonico in Podolia ma fu respinta anche questa. Ufficiosamente, i polacchi proposero senza successo di lasciare l'Ordine Teutonico in Sambia come vassalli polacchi. Alla fine, i polacchi chiesero almeno Pomerelia, Culmerland, Marienburg e Elbing, e quando anche questo fu respinto, i negoziati si interruppero.
La battaglia di Świecino (Schwetz), dove fu ucciso il comandante teutonico Fritz Raweneck, cambiò il corso della guerra. Dopo quella battaglia i polacchi, sostenuti da Ulrich Czerwonka, liberato dalla prigionia boema, riuscirono a riprendere l'offensiva efficacemente. Il 27 luglio 1463 Dunin iniziò l'assedio di Mewe. A causa della grande importanza strategica della città e del castello, il Gran Maestro dell'Ordine Teutonico inviò rinforzi. L'esercito teutonico, sotto i comandanti von Plauen, von Zinnenberg e il gran maestro, si riunì a Stargard. Il 15 settembre 1463, 44 navi della marina teutonica furono distrutte da 30 navi di Danzica ed Elbing nella battaglia di Zatoka Świeża. Subito dopo la battaglia, von Zinnenberg, con l'approvazione dell'Ordine Teutonico, fece un trattato con la Polonia, ritirandosi dalla guerra ma mantenendo in suo possesso alcuni castelli a Culmerland. Mewe capitolò il 1 gennaio 1464.

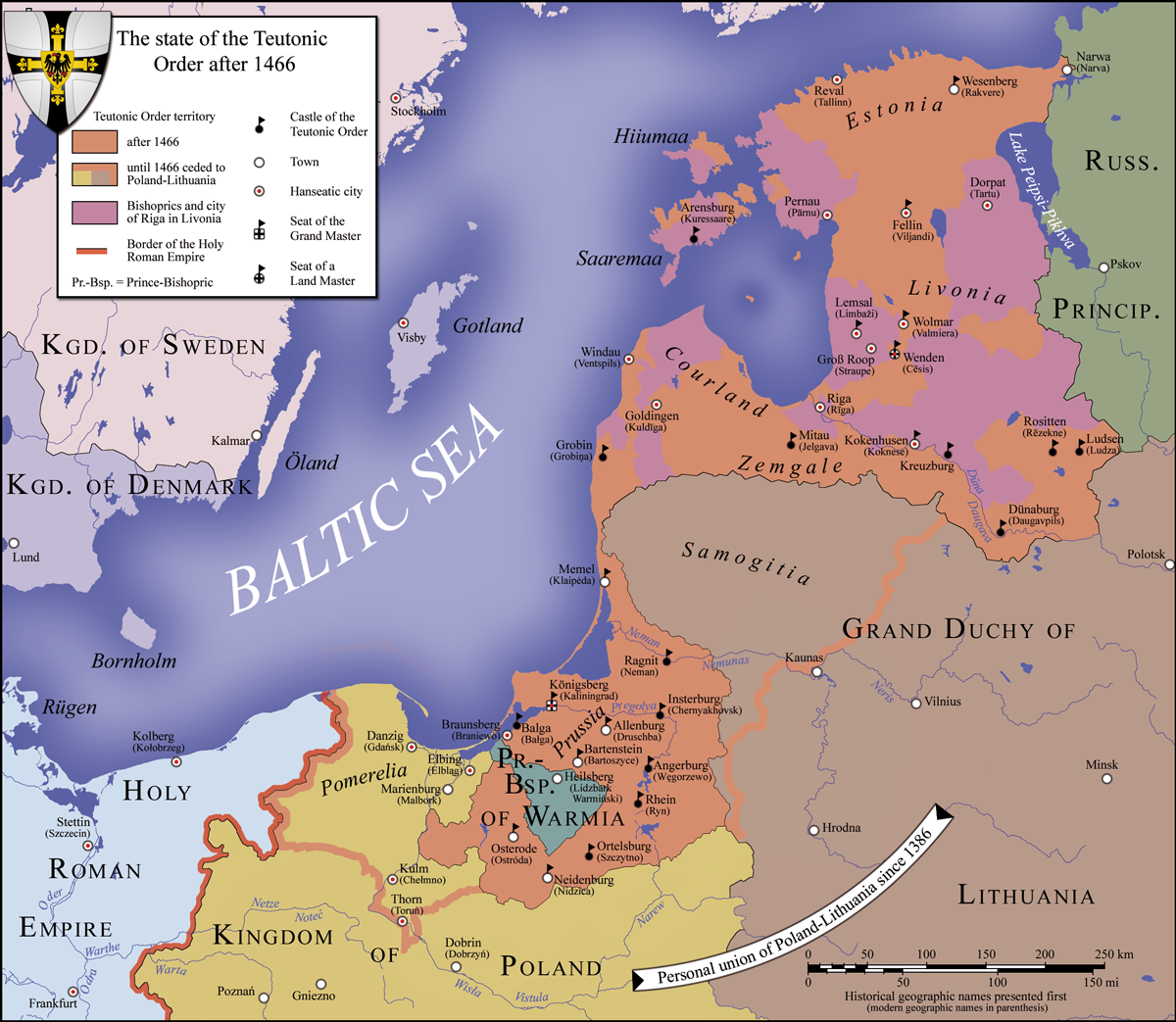
Lo stato Teutonico dopo il 1466

I Cavalieri Teutonici iniziarono ad avere gravi problemi finanziari. Ogni anno ricevevano meno soldi dal Sacro Romano Impero. I loro mercenari, il nucleo dell'esercito teutonico, non vennero pagati e si rifiutarono di combattere. Allo stesso tempo, gli eserciti della Polonia e della Confederazione Prussiana (principalmente Danzica) continuavano la loro offensiva.
Dunin infatti continuò gli attacchi, catturando sempre più castelli. I Masoviani, infuriati dalle incursioni teutoniche, organizzarono una leva di massa e conquistarono il castello di Soldau (Działdowo), ma ancora una volta il re dovette lasciare la Polonia per la Lituania, e i problemi finanziari bloccarono ulteriori avanzamenti. Ciò causò un altro ciclo di negoziati nel 1465, che non ebbero successo.
Nel 1466 il principe-vescovo di Varmia, Paul von Legensdorf, decise di unirsi alle forze polacche e dichiarare guerra ai cavalieri teutonici. Le forze polacche sotto Dunin furono finalmente in grado di catturare Konitz il 28 settembre 1466.

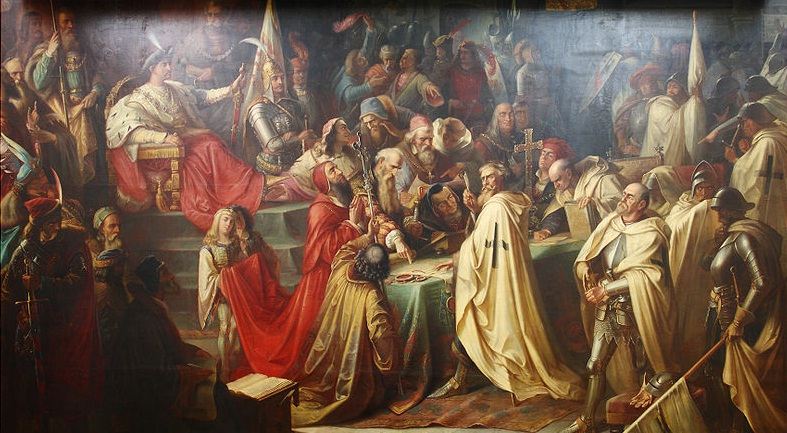
Il (secondo) trattato di Toruń (in tedesco: Zweiter Friede von Thorn; in polacco: Drugi Pokój Toruński), trattato di pace siglato nella città anseatica di Thorn (Toruń) il 19 ottobre 1466 tra il re polacco Casimiro IV Jagiellon e i Cavalieri teutonici.

I successi polacchi indussero l'esausto Ordine Teutonico a cercare nuovi negoziati, che furono ben documentati dal cronista Jan Długosz. Il nuovo mediatore fu Papa Paolo II. Con l'aiuto del legato pontificio, Rodolfo di Rüdesheim, il (secondo) trattato di Toruń (o "pace di Toruń" - a volte citata usando Thorn, il nome tedesco della città) fu firmato il 10 ottobre 1466. La Prussia occidentale divenne una provincia polacca autonoma, più tardi conosciuta come Prussia reale; anche il vescovado di Varmia passò sotto la corona di Polonia. La Prussia Orientale rimase sotto il controllo dei Cavalieri Teutonici, ma divenne un feudo del re polacco. Il Gran Maestro ricevette il titolo di Senatore del regno polacco. Il trattato fu firmato dal legato pontificio. Il trattato fu comunque successivamente contestato da Papa Paolo II e dall'imperatore Federico III.